# زینا واکر
زینا واکر (انگلیسی: Zena Walker؛ ‏ ۷ مارس ۱۹۳۴ – ۲۴ اوت ۲۰۰۳) بازیگر اهل بریتانیا بود. وی بین سال‌های ۱۹۵۰ تا ۲۰۰۳ میلادی فعالیت می‌کرد.
از فیلم‌ها یا برنامه‌های تلویزیونی که وی در آن نقش داشته‌است، می‌توان به پوآرو، متصدی لباس، خائنان و کرامول اشاره کرد.